# Susan Te Kahurangi King
Susan Te Kahurangi King (Te Aroha, 1951) is een kunstenares met autisme uit Nieuw-Zeeland die in 2009 internationale bekendheid verwierf.
King is een autodidactische kunstenares wier spraakvermogen op vierjarige leeftijd afnam;  achtjarige leeftijd stopte ze helemaal met spreken. Ze heeft methodisch een hele analoge wereld gecreëerd d.m.v. tekeningen met pen, grafiet, kleurpotlood, krijt en inkt.
King was erg productief tot en met het begin van de jaren negentig, toen ze om onbekende redenen plotseling stopte met tekenen. King hervatte haar tekenen in 2008 toen documentairemaker Dan Salmon haar en haar kunst begon te filmen.
Kunstverzamelaar en conservator Peter Fay ontdekte haar werk en stelde in het jaar 2009 een solotentoonstelling voor haar samen in Sydney. In 2013 exposeerde King op het prestigieuze Paris Outsider Art Fair. In 2015 had ze haar eerste Amerikaanse solotentoonstelling, Drawings from Many Worlds, in de Andrew Edlin Gallery in New York. In juli 2016 werd Kings eerste museumtentoonstelling geopend in het Institute of Contemporary Art, Miami. Haar werk werd tentoongesteld in de Marlborough Contemporary Gallery in Londen in 2018 en in het Intuit Art Centre in 2019.
Werk van King is opgenomen in het openbaar kunstbezit van The Museum of Modern Art, Philadelphia Museum of Art, Chartwell Collection en de James Wallace Arts Trust .
In 2016 werd er een monografie van Kings werk gepubliceerd door het Institute of Contemporary Art, Miami. King heeft ook bijgedragen aan de 2016 bloemlezing van strips voor Nieuw-Zeelandse vrouwen, Three Words. In 2016 richtte het American Folk Art Museum het Susan Te Kahurangi King Fellowship-programma op.
- Auckland Art Gallery Toi o Tāmaki: 10105
- Find NZ Artists: 18592
- Gemeinsame Normdatei: 106420676X
- Library of Congress Control Number: no2017020567
- Museum of New Zealand Te Papa Tongarewa: 75233
- Union List of Artist Names: 500433916
- Virtual International Authority File: 313260934